# Terra d'Odin
Terra d'Odin és una península de l'est de Groenlàndia, part de Sermersooq, a la costa del Rei Frederic VI.

## Història
Fou batejada per Wilhelm August Graah, que va explorar el litoral durant l'expedició que cercava l'Assentament Oriental a la costa est de 1828 a 1830.
A l'extrem nord-est de la Terra d'Odin sobresurt el Kangerajiip Apusiia, una regió de glaceres amb penyasegats dels quals es desprenen grans masses de gel. Per als inuit del sud-est de Groenlàndia, era el tram més perillós de la zona costanera. Aquest grup ja extingit d'inuits, vivien de la pesca i la caça al llarg de tota la costa. Graah va donar-li el nom de l'històrica batalla naval danesa Colberger Heide a aquesta zona a causa del terrible soroll dels fragments gegants de gel i les grans onades que provoquen en caure al mar estrepitosament.

## Geografia
La terra d'Odin te 75 quilòmetres de longitud i un màxim de 50 d'amplada. Al sud limita amb el fiord de Bernstorff (Kangertittivaq), a l'altra banda del qual s'alça la terra de Thor. A l'est es troba el mar d'Irminger i al nord l'Umiiviip Kangertiva (fiord de Gyldenløve), part de la badia d'Umivik. A l'oest la península esta limitada per la glacera de Fimbul i al noroest connecta amb la glacera continental groenlandesa.
És una península gairebé totalment coberta de gel, amb un gran nombre de glaceres molt actives, entre les quals cal destacar les glaceres de Fimbul, Sleipner, Gjallerbroen, Ydun, Gerd i Gymer. El casquet glacial Gungnir es troba en una posició més o menys central. El punt més alt és l'Ensom Majestaet, un nunatak de 1.591 msnm. Malgrat que es troba al sud del cercle polar àrtic, la península te un clima glacial causat per la iinfluència immediata de la glacera continental.